# Cissampelopsis
Cissampelopsis là một chi thực vật có hoa trong họ Cúc (Asteraceae).

## Loài
Chi Cissampelopsis gồm các loài: